# Clément Huart
Marie-Clément Imbault-Huart (Parigi, 16 febbraio 1854 – Parigi, 30 dicembre 1926) è stato un iranista, arabista e diplomatico francese.
Proveniente dall'attività consolare, fu professore di Lingua persiana nell'École des langues orientales vivantes (oggi INALCO), in cui a suo tempo aveva seguito i corsi di Armand-Pierre Caussin de Perceval.
Fu destinato dal ministero degli Esteri francese a Damasco, come dragomanno per il periodo 1875-1878 e tra il 1878 e il 1898 a Istanbul come vice-Console e Console. Nel 1898 passò all'École des langues orientales vivantes di Parigi, pur mantenendo l'incarico di "segretario-interprete" per il ministero degli Esteri, che lasciò come "Console generale di Francia".
Nel gennaio 1919 entrò nell'Académie des inscriptions et belles lettres e nel 1927 ne divenne Presidente, mentre nel periodo 1916-1926 fu vicepresidente della Société asiatique.

## Opere scelte
- (con Louis Delaporte), L'Iran antique: Élam et Perse et la civilisation iranienne, coll. «L'Évolution de l'Humanité», Parigi, Albin Michel, 1952.
- Grammaire élémentaire de la langue persane, Parigi, 1899.
- Les saints des derviches tourneurs. Récits traduits du persan et annotés (tr. of Aflāki, Manāqeb al-ʿārefin), 2 voll., Parigi, 1918-22.
- Grammaire élémentaire de la langue turque, Parigi, 18992.
- Le livre de la création et de l'histoire (ed. e trad. del Kitāb al-badʾ wa l-taʾrikh di Muṭahhar b. Ṭāhir al-Maqdisī, 6 voll., Parigi, 1899-1919.
- Littérature arabe, Parigi, 1902.
- Histoire des Arabes, 2 voll., Parigi, 1912-13 (trad. ital. edita dalla Hoepli di Milano).